# Elizabeth Thompson
Elizabeth Southerden Thompson, coneguda també com a Lady Butler (Lausana, Suïssa, 3 de novembre de 1846 - Gormanston, Comtat de Meath, Irlanda, 2 d'octubre de 1933), va ser una pintora i escriptora anglesa. Va ser una de les poques dones del segle xix que es van dedicar a la pintura de forma professional, i s'hi guanyà la vida, pintant obres de gran format de temà bèl·lic.
Elizabeth Thompson, nascuda en una acomodada família, va passar part de la seva infància i de la seva joventut a França i Itàlia, on va estudiar art. Tot i no conèixer l'experiència militar de primera mà, essent una civil i una dona, es va interessar ben aviat per la pintura bèl·lica i admirava especialment l'obra d'Eugene Delacroix i Ernest Meissonier.
Es va establir a Anglaterra i va començar a dedicar-se plenament a la pintura; s'especialitzà en quadres de batalles, temàtica en la qual va arribar a ser admirada per artistes i intel·lectuals de l'època algun dels quals, com John Ruskin, considerava les seves pintures entre les millors obres prerafaelites.
Va contreure matrimoni amb el major William Butler, cosa que va ser un revulsiu per a la seva carrera de pintora, ja que viatjava amb ell quan participava en campanyes militars i això la va ajudar a plasmar el que havia escollit com a objecte de la seva obra, la guerra i la batalla, tant a Egipte com a Palestina i Sud-àfrica i, així, la seva obra refelecteix la guerra de Crimea i les guerres napoleòniques.
En la seva vellesa va viure a Irlanda, on va continuar pintant fins a la seva mort, el 1933.

## Obra
Els seus primers quadres “Passant llista després del combat”, que representa la revista dels soldats després d'un enfrontament en la guerra de Crimea, i “el 28è Regiment de Quatre Bras”, van ser un gran èxit, però quan l'artista va plasmar-hi el sofriment dels soldats, o les derrotes que de tant en tant els exèrcits sofrien, van posar davant de la societat victoriana un realitat que li era difícil d'acceptar. A l'era colonial britànica, el seu art posà davant dels ulls de l'aristocràcia els perills de l'aventurisme militar i el destí i les penúries que havien de viure els soldats britànics, reflectits en els seus quadres amb una minuciositat honesta i cruel alhora, pròpia d'una pintura realista, que reflectia la realitat de manera descarnada.
Va pintar el seu últim quadre amb 80 anys i està basat en la Primera Guerra Mundial. Elisabeth Thompson té també un vessant artístic literari, especialitzada sobretot en temàtica relacionada amb els viatges.

### Quadres
- The Magnificat (1872)
- Missing (1873)
- Calling the Roll After An Engagement, Crimea (or The Roll Call (1874) - H.M. The Queen; Buckingham Palace)
- Missed (1874)
- The 28th Regiment at Quatre Bras (1875 – National Gallery of Victoria, Melbourne)
- Balaclava (1876 – City of Manchester Art Gallery)
- The Return from Inkerman (1877 - Ferens Art Gallery, Kingston upon Hull)
- Remnants of an Army (1879 – Tate Gallery)
- Listed for the Connaught Rangers (1879 – Bury Art Gallery)
- The Defence of Rorke's Drift (1880 - H.M The Queen; Windsor Castle)
- Scotland Forever! (1881 – Galeria d'Art de Leeds)
- Tel-el-Kebir (1885)
- To the Front: French Cavalry Leaving a Breton City on the Declaration of War (1888-9 – Colección Privada)
- Evicted (1890 - The Irish Folklore Commission University College Dublin)
- The Camel Corps (1891)
- Halt in a Forced March (1892 - Shropshire Military Museum, Shrewsbury)
- The Rescue of the Wounded (1895)
- The Dawn of Waterloo (1895 - Falkland Palace)
- Steady the Drums and Fifes (1897 - H.M. The Queen; 57th Regiment, The Middlesex)
- Floreat Etona! (1898 - Private Collection)
- Dawn at Waterloo (1898 - Private Collection)
- The Morning of Talavera (1898)
- The Colours: Advance of the Scots Guards at the Alma (1899 - Scots Guards)
- Within Sound of Guns (1903 – pintado en Bansha Castle; Staff College, Camberley)
- Stand Fast Craigellachie (1903 - National War Museum Scotland)
- Rescue of Wounded, Afghanistan (1905 - Staff College, Camberley)
- In vain! Rally for a last charge of the Cuirassiers (1912-Colección privada)
- The 16th Light Dragoons saving the remnants of the Union Brigade (1915-Colección privada)
- On the Morrow of Talavera (1923 - Colección privada)
- The Dorset Yeoman at Agagia, 26th Feb. 1916 (1917 - Dorset County Council)
- A Lament in the Desert (1925 - Colección privada)
- In the Retreat from Mons: The Royal Horse Guards (1927 - Royal Hospital, Chelsea)
- A Detachment of Cavalry in Flanders (1929 - Colección privada)

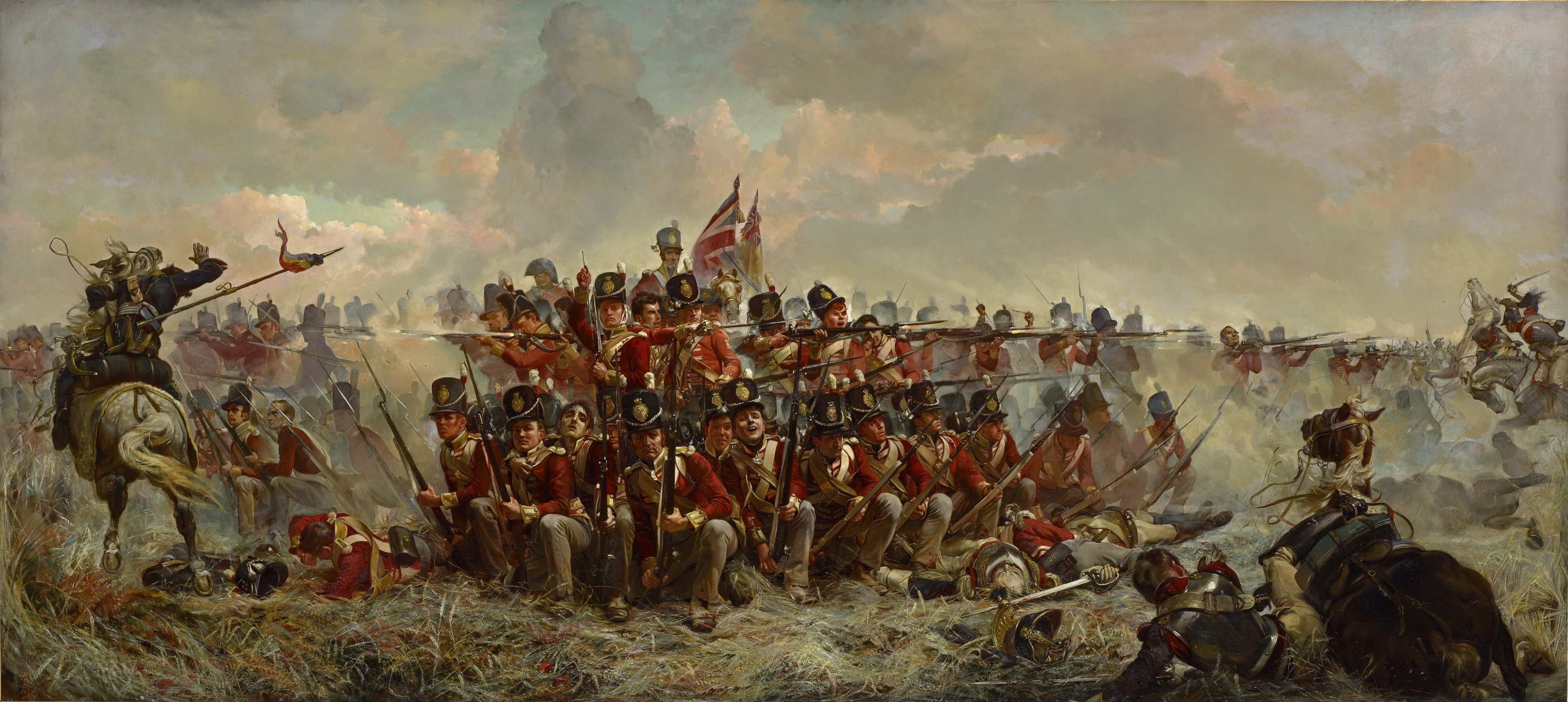
The 28th Regiment at Quatre Bras, 1875
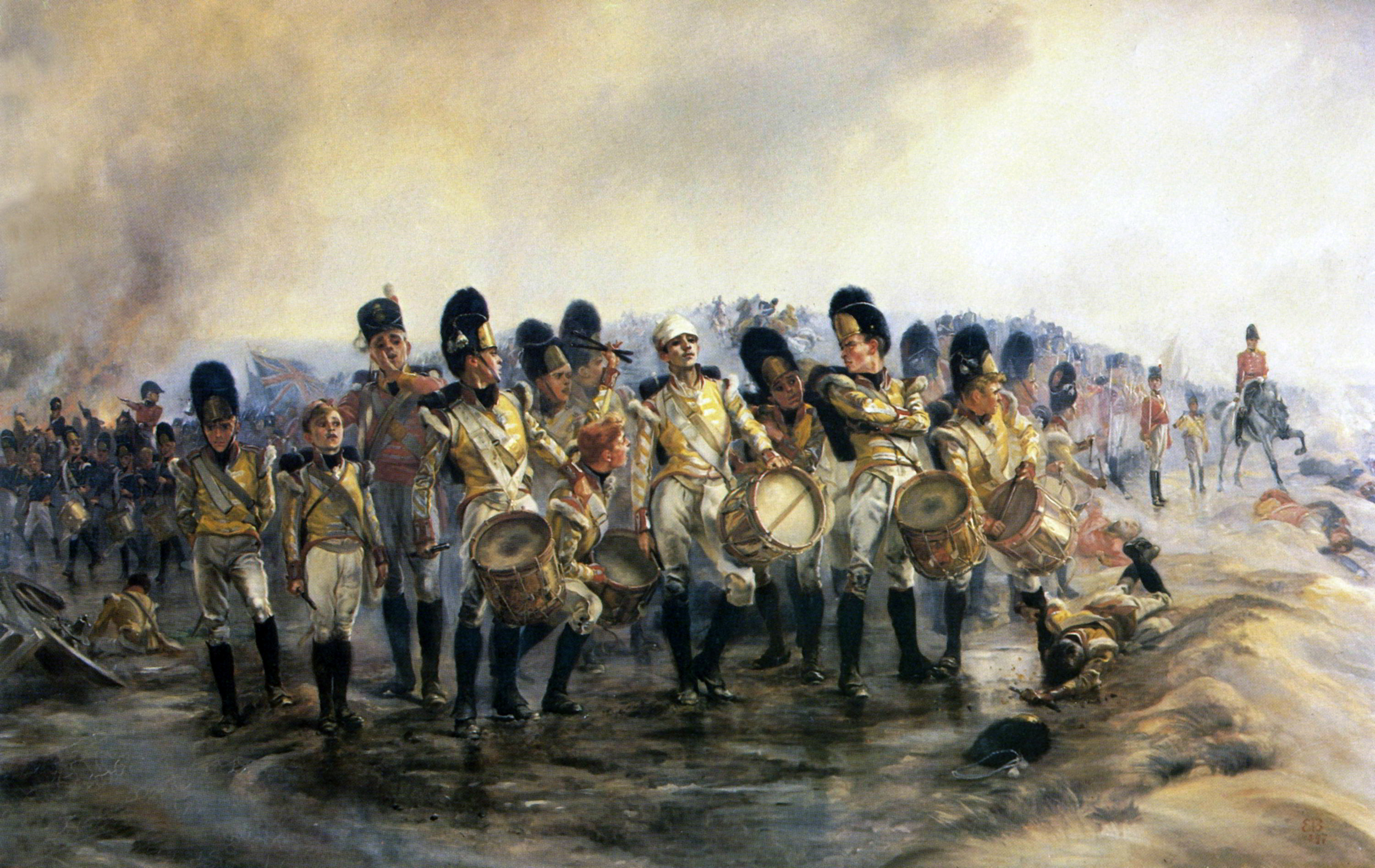
Steady the Drums and Fifes!, 1897
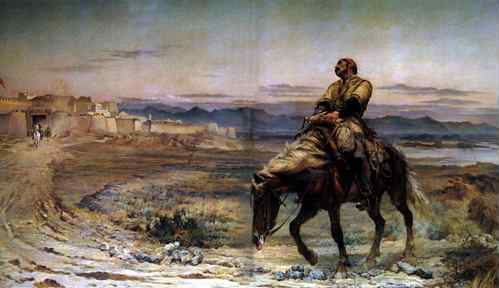
Remnants of an army, 1879 (Restes d’un exèrcit)
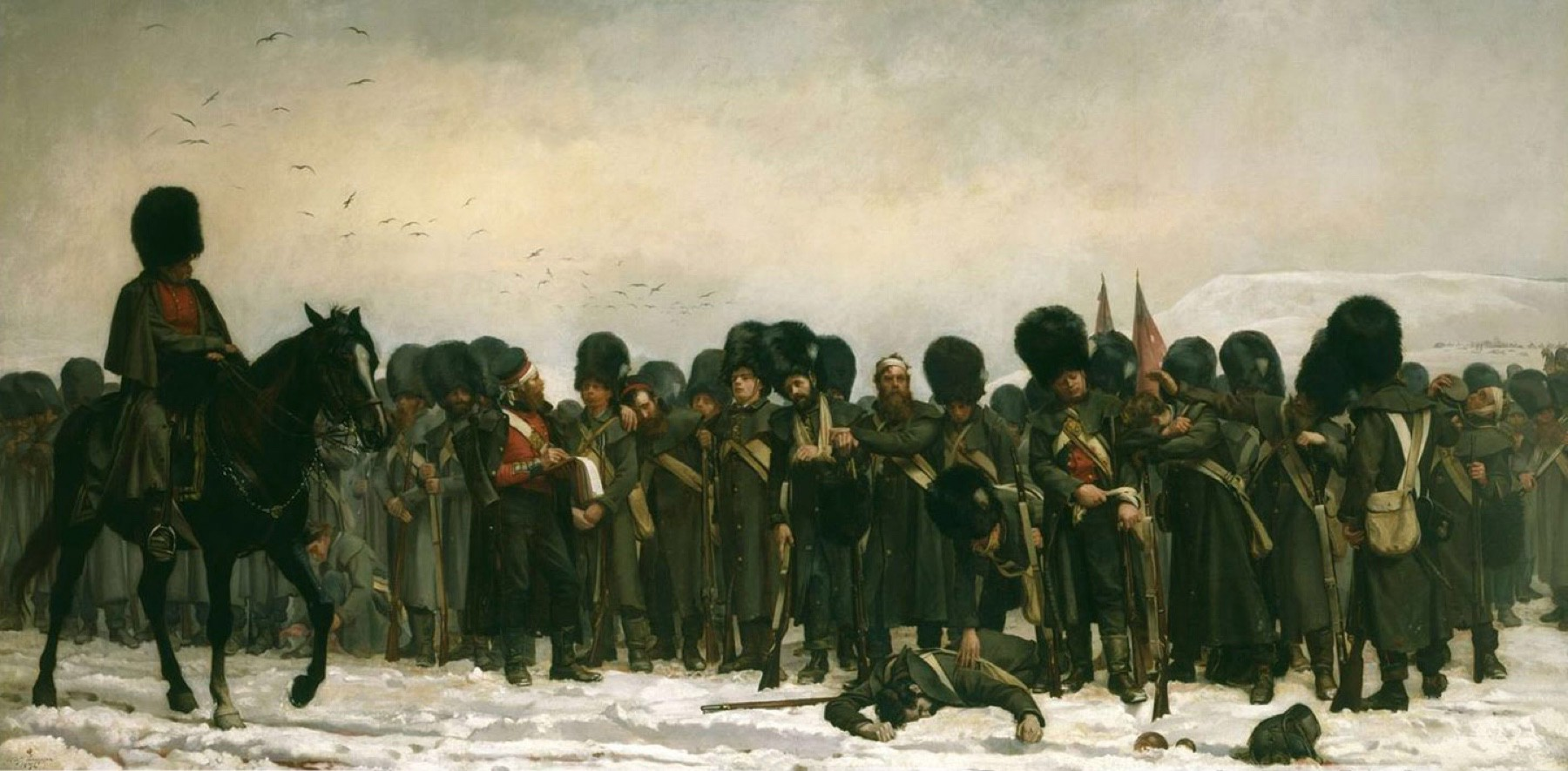
The Roll Call, 1874 (Passant llista després del combat)
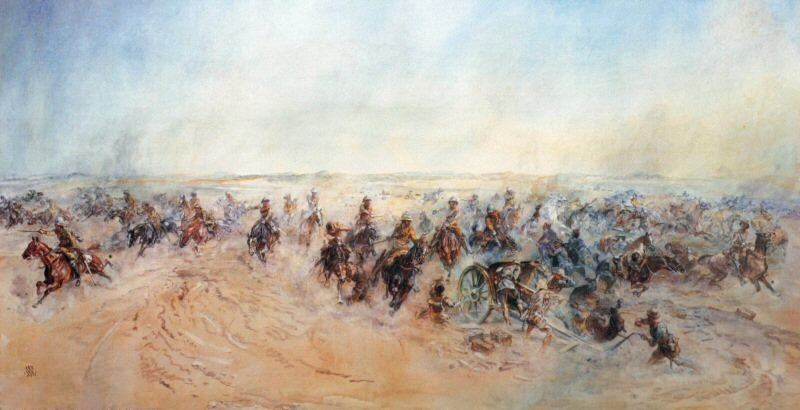
Charge at Huj, 1919, (Càrrega a Huj)
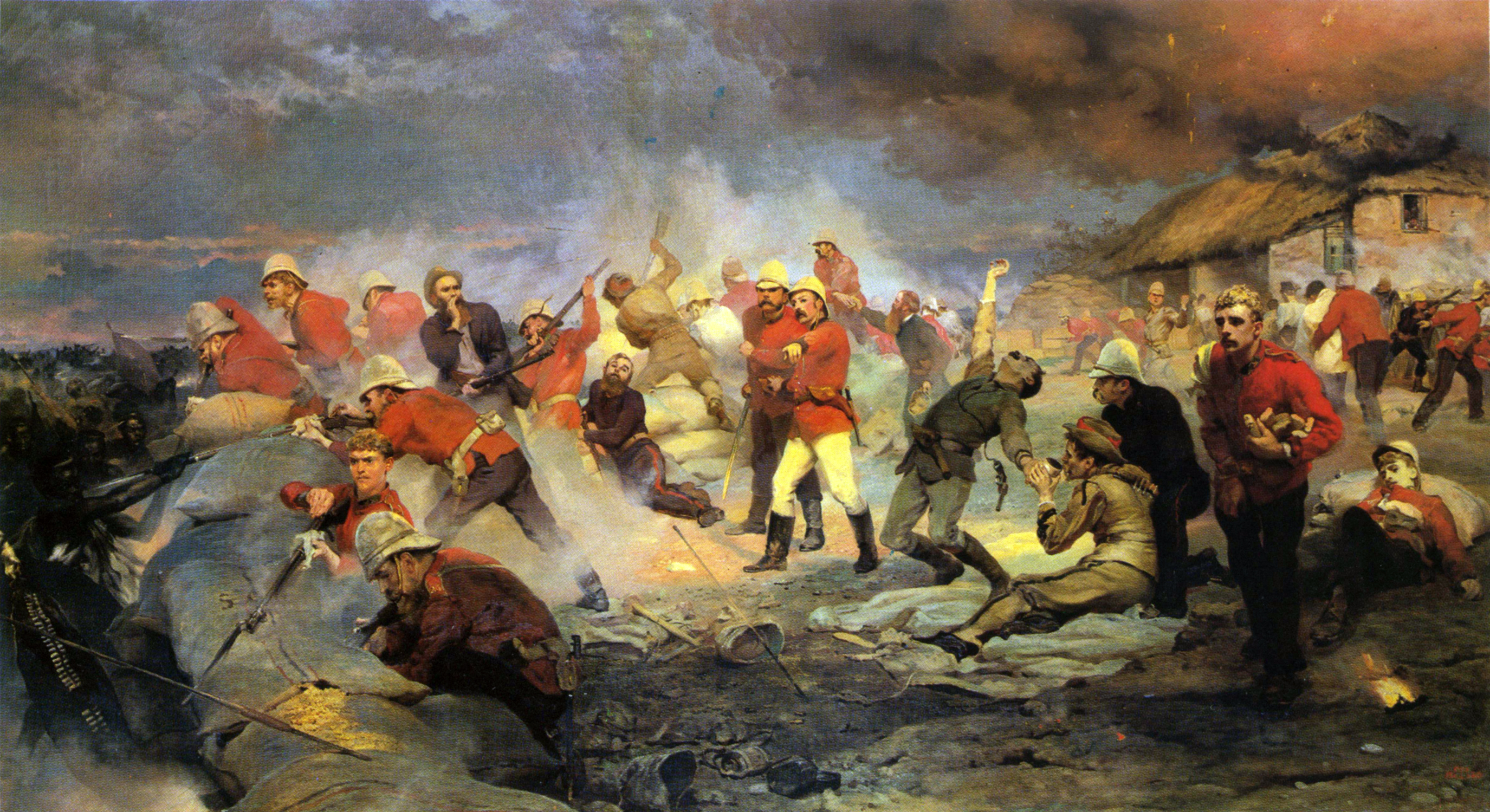
The Defence of Rorke's Drift, 1880 (La defensa de Rorke's Drift)
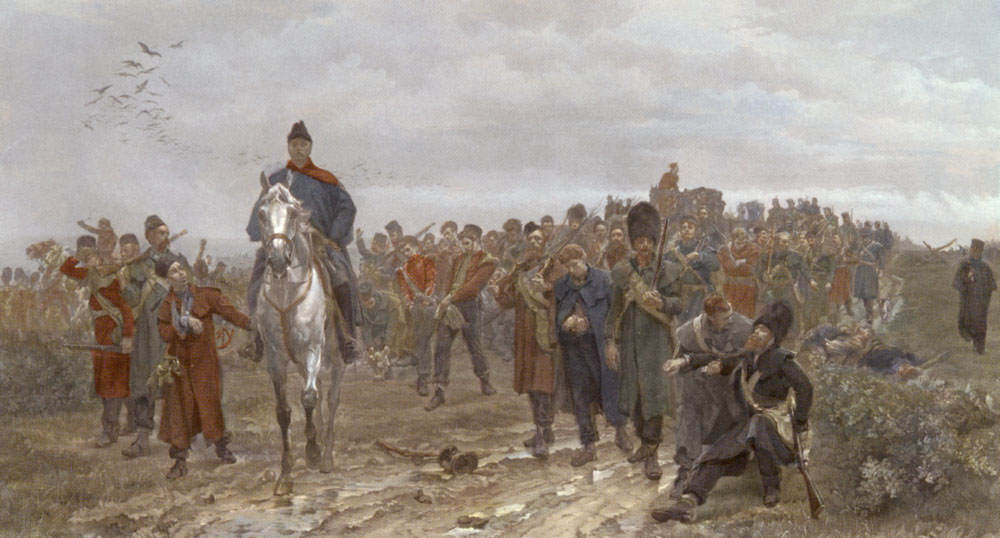
The Return From Inkerman, 1877 (El reton d'Inkerman)

### Llibres
- Letters from the Holy Land (London: A & C Black, 1903).[11]
- From Sketch-book and Diary (London: A & C Black, 1909).[12]
- An Autobiography (London: Constable & Co., Ltd., 1923).[13]
- Autobiography (Sevenoaks: Fisher Press, 1993). ISBN 1-874037-08-6